# San Bartolomeo al Mare
San Bartolomeo al Mare es una localidad y comune italiana de la provincia de Imperia, región de Liguria, con 3.091 habitantes.

## Evolución demográfica
| Gráfica de evolución demográfica de San Bartolomeo al Mare entre 1861 y 2008 |
|                                                                              |
| Fuente ISTAT - elaboración gráfica de Wikipedia                              |